# Pančevo (općina)
Općina Pančevo je jedna od općina u Republici Srbiji. Nalazi se u AP Vojvodini i spada u Južnobanatski okrug. Po podacima iz 2004. općina zauzima površinu od 759 km² (od čega na poljoprivrednu površinu otpada 63.225 ha, a na šumsku 1.085 ha). Centar općine je grad Pančevo. Općina Pančevo se sastoji od 10 naselja. Po podacima iz 2002. godine u općini je živjelo 127.162 stanovnika, a prirodni priraštaj je iznosio -3 %. Po podacima iz 2004. broj zaposlenih u općini iznosi 35.533 ljudi. U općini se nalazi 19 osnovnih i 8 srednjih škola i nekoliko fakulteta.

## Naseljena mjesta
- Banatski Brestovac
- Banatsko Novo Selo
- Glogonj
- Dolovo
- Ivanovo
- Jabuka
- Kačarevo
- Omoljica
- Pančevo
- Starčevo

## Etnička struktura
| Godina | Broj stanovnika | Srbi   | Nijemci | Rumunji | Mađari | Slovaci | Hrvati | Romi  | ostali |
| 1910.  | 62491           | 31,00% | 36,72%  | 15,77%  | 10,30% | 2,05%   | 2,20%  | 0,53% | 1,43%  |
| 1930.  | 63158           | 36,15% | 38,50%  | n.p.    | 7,37%  | n.p.    | n.p.   | n.p.  | 17,96% |
| 1960.  | 93744           | 64,40% | 0,00%   | 7,71%   | 8,17%  | 2,30%   | 2,99%  | 0,22% | 14,21% |
| 1991.  | 122534          | 68,92% | 0,24%   | 4,03%   | 4,02%  | 1,39%   | 1,35%  | 0,79% | 19,26% |
| 2002.  | 127162          | 76,38% | 1,09%   | 3,19%   | 3,17%  | 1,24%   | 0,91%  | 1,09% | 12,93% |

## Vanjske poveznice
- Portal Pančeva  Arhivirana inačica izvorne stranice od 22. lipnja 2007. (Wayback Machine)